# Elasmus maculatipennis
Elasmus maculatipennis är en stekelart som beskrevs av Girault 1913. Elasmus maculatipennis ingår i släktet Elasmus och familjen finglanssteklar. Inga underarter finns listade i Catalogue of Life.